# Lazăr Sfera
Lazăr Sfera (n. 29 aprilie 1909 – d. 24 august 1992) a fost un fotbalist român, care a jucat în echipa națională de fotbal a României la Campionatul Mondial de Fotbal din 1934 (Italia) și  1938 (Franța).

## Titluri
- Divizia A: 1937, 1939, 1940
- Cupa Balcanilor: 1929-31, 1933, 1936